# 흥남 철수 작전
흥남 철수 작전(興南撤收作戰) 또는 흥남 재배치는 일명 "크리스마스의 기적"으로도 알려져 있으며 6.25 전쟁 중 1950년 12월 15일부터 24일까지 함흥시 흥남구역에서 유엔군과 북한 민간인들을 철수시킨 작전으로 장진호 전투(11월 27일~12월 13일) 동안 중국인민지원군(PVA)에 맞선 유엔군의 전술적 철수의 일환으로 유엔군은 약 59,000제곱킬로미터에 달하는 북한 영토를 적군에게 내준 채 흥남으로 철수한 뒤 대한민국으로 피난했다.

## 배경
1950년 12월 8일 미국 제10군단 사령관 에드워드 알몬드 장군은 더글러스 맥아더 유엔군 사령관으로부터 제10군단을 흥남을 통해 철수시키라는 명령을 받았는데 앞서 제10군 병력을 흥남에 집중시키기로 결정한 후 12월 3일부터 원산시 철수가 시작되었다.
1주일 만에 PVA나 조선인민군의 방해 없이 제31연대전투단 (RCT 31), 미국 제3보병사단 및 미국 제1해병사단 해안 상륙단 등 총 3,800여 명의 병력은 제임스 도일 제독의 제90기동부대가 제공한 수송선과 LST에 자신들과 1,100대의 차량, 10,000톤의 기타 화물 그리고 7,000명의 피난민을 실었다.
그리고 12월 9일 한 대의 LST가 북쪽 흥남으로 향했고 그 안에 타고 있던 해병대 해안 상륙단원들은 다가올 해상 수송 작전에 참여할 예정이었으며 나머지 선박들은 12월 9일과 10일에 부산으로 향했다.
한편 12월 5일 성진시로 파견된 이후 대한민국 제1군단의 잔여 병력을 태울 예정이던 제90기동부대 소속 선박들은 목적지에 도달하여 12월 9일 정오까지 대한민국 제3보병사단 (후방 경계 임무를 위해 흥남으로 철수한 제26연대 제외)과 사단 본부 및 사단 포병대, 대한민국 수도기계화보병사단의 제18연대 그리고 약 4,300명의 피난민을 태웠다.
이 해상 수송 작전은 원래 제10군단의 흥남 집결을 돕기 위해 계획되었으나 흥남 철수 명령이 내려지면서 대부분의 한국군 병력의 목적지는 부산으로 변경되었고 이후 12월 10일과 11일, 성진에서 온 호송선단은 흥남에 잠시 정박하여 수도사단 본부와 포병대를 하역하여 방어선에 배치한 뒤 대한민국 제1군단 사령부의 선발대를 태운 채 새로운 목적지로 향했다.
11일 성진에서 온 한국군 병력과 장진호에서 온 해병대 및 육군 병력이 흥남에 도착했을 때 항구 주변의 방어선은 도시 외곽으로 약 12–15 마일 (19–24 km) 떨어진 PVA/KPA의 예상 접근로에 걸쳐 일련의 대대 및 연대 거점으로 구성되어 있었다.
미 제3보병사단은 알몬드 장군이 처음 방어선을 구축했을 때 할당받았던 넓은 구역을 여전히 방어하고 있었는데 흥남 남서쪽의 연포 비행장 아래에서부터 항구 북서쪽 오로리 (북위 40° 02′ 17″ 동경 127° 25′ 26″ / 북위 40.038°  동경 127.424° )의 장진호 도로까지 이어지는 방어선이었다.
그리고 미국 제7보병사단 대대들은 흥남 북쪽의 부전호 (북위 40° 36′ 40″ 동경 127° 32′ 28″ / 북위 40.611°  동경 127.541° ) 도로를 따라 넓고 깊게 배치되어 있었고 대한민국 제1군단 소속 3개 연대는 항구 북동쪽 해안 부근의 접근로를 방어하고 있었다.
알몬드 장군은 12월 초부터 이 부대들을 흥남 주변 방어선으로 철수시키기 시작했지만 11일 현재까지 PVA/KPA 병력은 방어선 부대와 접촉을 시도하려는 유의미한 움직임을 보이지 않았으나 알몬드 장군은 자신의 해안두부 방어선이 북동쪽 해안에서, 남쪽 원산 지역에서, 장진호 방면에서 흥남으로 접근하는 PVA/KPA 부대에 의해 시험받을 것으로 예상했다.
원산을 재점령하기 위해 해안으로 밀고 내려오는 PVA/KPA 병력이 흥남 남쪽의 도로를 차단할 가능성 때문에 알몬드 장군은 남한으로 육로 철수하는 모든 생각을 포기했으며(맥아더 장군도 그러한 움직임을 명령하지 않았다) 또한 도로가 대규모 병력의 적시 이동을 허용하기에 부적절하다고 판단했다.
12월 9일 발행된 그의 경고 명령은 그의 병력들에게 "흥남 지역에서 부산-포항 지역으로 지체 없이 해상 및 항공 철수"할 것을 알렸으며 대규모 탈출은 해상으로 이루어질 예정이었고 제10군단의 병력이 탑승함에 따라 흥남 방어선은 축소되었지만 연포 비행장이 축소되는 방어선 내에 남아 있는 한 공수도 활용될 예정이었다.:166

## 철수

### 계획
알몬드 장군은 병력을 철수시키면서도 방어선을 성공적으로 방어하는 방법을 결정할 때 두 가지 대안을 고려했다. 그는 모든 사단을 방어선에 배치한 다음 각 사단의 일부를 동시에 철수시킬 수도 있었고, 아니면 한 번에 한 사단씩 철수시키고 남은 병력을 짧은 전선에 분산시켜 공백 지역을 메울 수도 있었다. 일부 부대는 다른 부대보다 전투로 지쳐 있었고, 특히 제1해병사단은 더욱 그러했기 때문에, 그는 후자의 방법을 택하여 해병대를 먼저 수송할 계획이었다. 그 다음은 제7사단, 그리고 제3사단이 뒤를 이을 예정이었다. 알몬드 장군은 대한민국 제1군단, 제10군단 지원 부대, 대량 보급품 및 중장비를 미 육군 사단들과 동시에 단계적으로 철수시킬 계획이었다. 이는 전투 병력과 지원 병력 간의 적절한 균형을 유지하고 충분한 병참 지원을 보장할 수 있을 만큼 신중하게 이루어져야 했다. 이 균형을 유지하면서도 철수가 가능한 한 빨리 진행되도록 보장하기 위해 그는 세 가지 통제 지점을 설정했다. 제10군단 본부에서 그의 G-3와 G-4는 함께 부대의 해변 파견을 지휘했다. 해변에서 병력과 물자의 실제 선적을 감독하기 위해 그는 알몬드 장군의 참모차장으로 근무하던 해병대 장교 에드워드 H. 포니 대령의 지휘 아래 통제단을 조직했다. 포니 대령의 지시에 따라 제2공병특별여단은 부두 시설을 운영하고, 강화된 해병대 해안 상륙 중대는 LST와 소형 선박 해변을 운영하며 항구 묘지에 적재될 선박을 위한 부선을 통제하고, 약 5천 명의 한국인 민간인들은 하역인부로 일할 예정이었다. 해군의 선적 절차 측면에서 도일 제독은 그의 기함 USS 마운트 매킨리에 탑승한 통제 단위를 통해 모든 선적을 조율하고, 묘지를 할당하며, 도킹 및 출항 지시를 내릴 예정이었다. 육상에 있는 알몬드 장군의 통제단과 해상에 있는 도일 제독의 통제단 사이에 직접적인 연락이 설정되어 나가는 병력, 보급품, 장비를 가용한 선박과 일치시켰다. 알몬드 장군은 또한 중령 아서 M. 머레이가 이끄는 통제단을 군단 본부에서 부산으로 파견하여 해상 및 항공으로 도착하는 병력, 보급품, 장비를 수령하고 가능한 한 빨리 집결지로 이동시킬 것을 지시했다. 원산과 성진에서 실려 나간 병력과 물자를 포함하여, 알몬드 장군은 105,000명의 병력, 18,422대의 차량, 그리고 약 350,000톤의 대량 화물을 위한 선박 공간이 필요했다. 도일 제독은 125척 이상의 수송단을 지휘했지만, 알몬드 장군의 필요를 충족시키기 위해 일부 선박은 여러 번 왕복해야 할 것이었다. 연포 비행장에서 출발하는 극동공군 전투수송사령부는 공수 요구 사항을 충족할 예정이었다. 철수 중 전술 항공 지원은 해군과 해병대의 책임이었고, 이전에 조선민주주의인민공화국 북동부에 배치되어 있던 제5공군 전투기들은 12월 3일 부산으로 비행했다. 연포와 호위 항공모함에 기반을 둔 제1해병항공단은 군단 작전을 지원하기 위해 전력을 다할 예정이었다. 또한, 도일 제독은 해군 항공 및 해군 함포 지원을 모두 준비할 예정이었다. 아서 듀이 스트러블 제독이 지휘하는 제7함대가 제공한 함정들로 보강된 도일 제독은 결국 7대의 항공모함을 사용하여 군단 지역 상공에 항공기 차단망을 구축하고, 1대의 전함, 2대의 순양함, 7대의 구축함, 3대의 로켓함을 흥남에서 남북으로 10 마일 (16 km)에 이르는 작전 구역에 배치하여 알몬드 장군의 함포 지원 요청에 응답할 수 있었다.:166–8

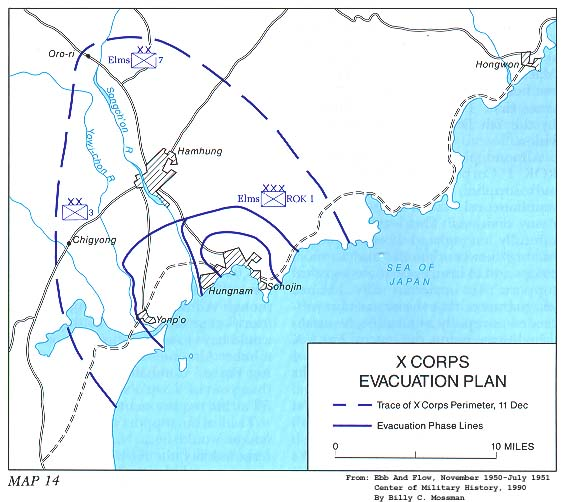
제10군단의 철수 단계선 지도

제10군단의 지상 병력이 감소함에 따라 방어선을 질서 있게 축소하기 위해, 방어선에 있는 부대들은 알몬드 장군이 흥남 주변에 그린 세 가지 단계선 중 첫 번째 단계선으로 제1해병사단이 승선함에 따라 신중하게 철수할 예정이었다. 남서쪽에서 이 첫 번째 선은 일반적으로 연포 비행장 바로 아래의 여위천을 따라 이어졌고, 다른 곳에서는 흥남 중심부에서 약 3 마일 (4.8 km) 떨어진 호를 그렸다. 두 번째 선은 남서쪽 미 제3사단 구역에서만 첫 번째 선과 달랐는데, 흥남 근처의 성천강 상류를 따라 이어졌다. 연포 비행장을 포기하는 것을 의미할 이 두 번째 선으로의 제3사단 철수는 미 제7사단이 승선을 시작할 때 이루어질 예정이었다. 세 번째이자 마지막 선은 흥남 경계에서 약 1 마일 (1.6 km) 떨어진 좁은 호를 이루며, 제3사단이 자체적으로 출항을 준비할 때 이 선을 점령할 예정이었다. 이 철수 작전의 마지막 단계에서 제3사단 부대들은 후방 부대 전술을 사용하여 자체 승선을 엄호할 예정이었다.:168–9
알몬드 장군은 12월 11일에 공식 철수 명령을 발표했는데, 이 날은 맥아더 장군이 한국을 방문하여 연포 비행장으로 날아와 그와 회의를 한 날이었다. 군단 배치와 철수 계획에 대해 맥아더 장군에게 브리핑한 후, 알몬드 장군은 철수가 질서 있게 이루어질 것이며, 보급품이나 장비가 파괴되거나 버려지지 않을 것이고, PVA/KPA 병력이 심각하게 방해하지 않을 것이라고 예측했다. 제10군단의 남한 재배치는 12월 27일까지 완료될 것이라고 그는 추정했다.:169

### 철수 (12월 12일~24일)

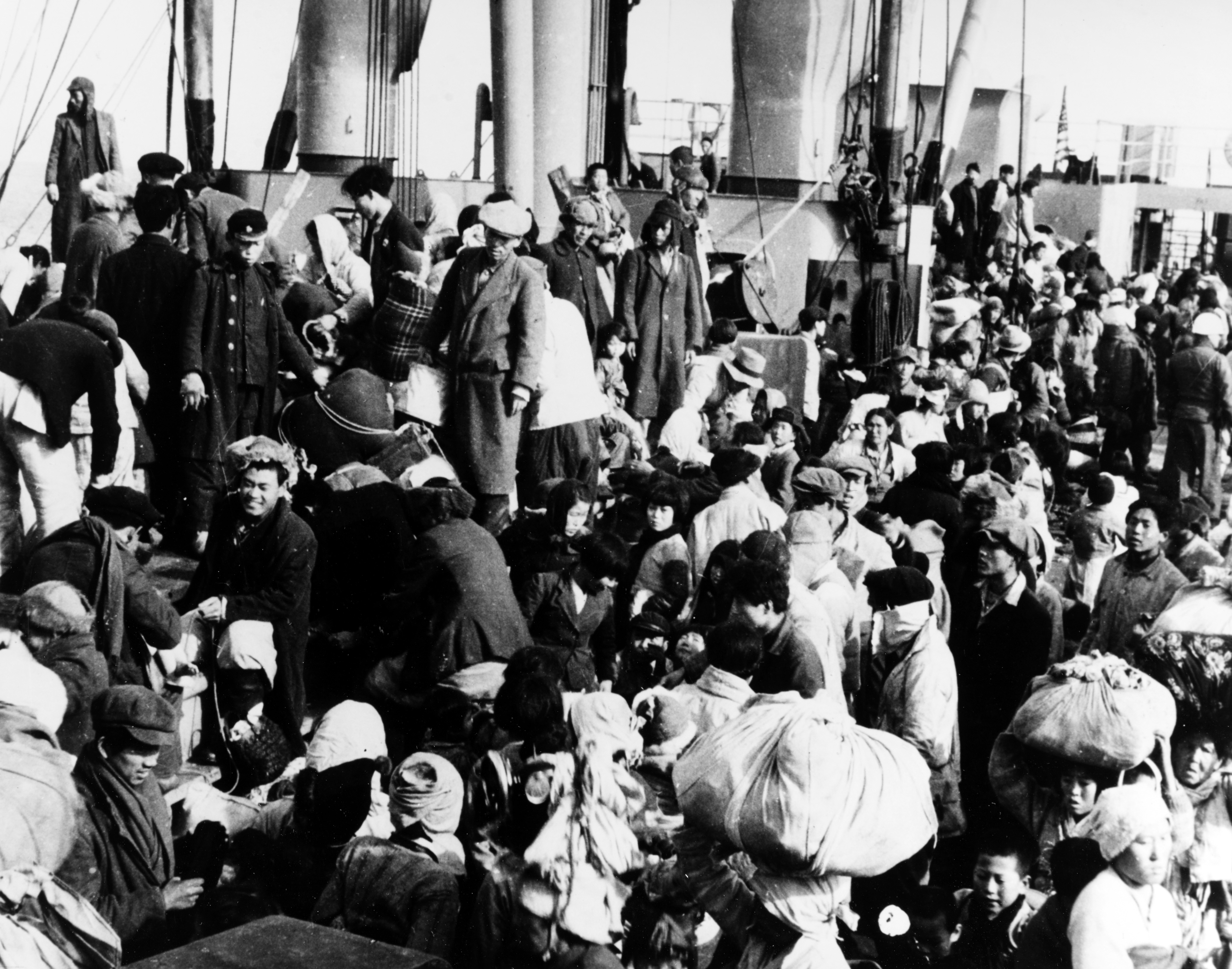
SS 메러디스 빅토리호에 탑승한 피난민들

제1해병사단은 12월 11일 장진호에서 흥남으로 들어온 후 항구와 연포 비행장 사이에 집결했다. 사단은 그 후 3일 동안 선적을 마쳤고 15일 오전 중반에 부산으로 출항했다. 알몬드 장군은 그 전날 마산, 부산 서쪽 30 마일 (48 km) 지점을 사단의 집결지로 지정했다. 부산으로 항해하고 마산으로 자동차 행진을 마친 후, 해병대는 12월 18일 미 8군 통제하에 들어갔다. 해병대 선적 중 일부 대량 화물이 선적되었지만, 더 많은 물자의 철수는 해병대가 출항한 후에 시작되었다. 12월 15일부터 서비스 부대들은 점차 창고와 보급 지점을 항구 지역으로 이동시켰고, 대량 보급품과 중장비는 부두에 이중으로 정박한 선박에 싣거나 항구 정박지의 선박에 부선으로 운반되었다. 시간을 절약하기 위해, 탄약은 일반적인 예방 관행에 따라 개방 수역에서 멀리 떨어진 곳이 아니라 부두에서 선적되었다. 이 끊임없는 물자의 외부 유출은 철수 마지막 날까지 부대 승선과 병행되었다.:169–70
해병대가 해상으로 떠나는 동안, 대한민국 해병대 제1연대의 대부분은 제3사단에 배속되어 있었는데, 항공 철수를 위해 연포로 이동했다. 제3사단장 로버트 H. 솔 장군은 12월 16일 사단을 더 짧은 첫 번째 단계선으로 이동시켜 한국 해병대 손실을 보충할 계획이었지만, 12월 15일 아침 지경과 오로리 사이의 그의 진지에 대한 몇 차례의 날카로운 공격으로 인해 그날 오후 철수를 단행했다. 16일 현재, 서쪽 및 북서쪽 방어선에서 제3사단에 대한 공격, 북동쪽에서 대한민국 제1군단과 교전한 적 순찰대, 그리고 다른 지상 및 공중 보고서는 PVA/KPA 병력이 제10군단 방어선 주변으로 접근하고 있지만 대규모 병력은 아니라는 것을 나타냈다. PVA 제27군 예하 제81사단의 일부가 제3사단에 대한 공격을 감행한 것으로 보이며, KPA 여단은 북동쪽 해안 도로를 통해 흥남으로 이동하고 있는 것으로 보였다. 비교적 적은 적군의 접근보다 더 시급한 문제는 군단 방어선으로 향하는 대규모 민간인 이동이었다. 알몬드 장군은 정부 관리, 그 가족, 그리고 선박 공간이 허락하는 한 많은 다른 사람들을 대피시킬 계획이었지만, 수천 명의 민간인이 흥남에 도달하려고 할 것이라고는 예상하지 못했다. 대규모 피난민 이동은 항구 지역을 혼잡하게 하여 철수 작전을 방해했을 뿐만 아니라, PVA/KPA 침투의 위험도 있었다. 군단 정보원에 따르면, 북한군은 흥남에서 제10군단이 북한을 떠나고 싶어하는 모든 민간인을 위해 수송을 제공할 것이라는 소문을 퍼뜨리고 있었다. 이는 KPA 요원과 사보타주 요원의 침투를 숨기기 위한 대규모 이동을 유도하려는 의도였다. 과밀과 침투를 방지하기 위해 헌병, 정보 요원, 그리고 경계 부대원들은 민간인의 진입을, 특히 더 많은 피난민을 수송하는 함흥-흥남 도로를 통해 진입을 막으려 시도했다. 그들은 부분적으로만 성공했다. 이미 흥남에 있는 민간인과 도시에 도달하는 데 성공한 민간인들은 심사를 거쳐 서호진 남동부 교외로 이동되었고, 군단 민사 담당자들이 식량을 배급하고 선박 공간이 확보됨에 따라 철수를 위해 그들을 조직했다.:170–1
해병사단에 이어 미 제7사단은 12월 14일부터 선적을 시작했으며, 장진호 전투 지역에서 해병대와 함께 있었던 제31보병연대, 제32보병연대 제1대대, 제57야전포병대대의 지친 병력들을 먼저 승선시켰다. 제7사단 서비스 부대의 대부분은 15일과 16일에 배에 탑승했다. 한편 미 제17보병연대와 제32보병연대의 잔여 병력은 경계선에서 대한민국 제1군단과 교대하고 첫 번째 단계선으로 철수했다. 따라서 16일 군단 경계선은 성천강에 의해 거의 동일한 두 부분으로 나뉘었고, 제7사단은 그 상류에, 제3사단은 하류에 위치했다. 순찰대와 전초기지들은 함흥 하류까지 방어선을 깊게 구축했다.:171
제7사단과 교대한 후, 대한민국 제1군단은 12월 17일 정오에 승선하여 출항했다. 원래 계획은 한국군이 부산으로 가는 것이었지만, 맥아더 장군은 12월 11일 한국 방문의 결과로 흥남 방어선에 있는 군단 부대가 삼척으로 해상 수송되도록 지시했다. 이 부대들과 성진에서 부산으로 수송되는 부대들은 하선 시 미 제8군 통제하에 들어갈 예정이었다. 이러한 전환으로 인해 미 8군 사령관 월턴 워커 장군은 대한민국 제1군단을 즉시 배치할 수 있었고, 삼척 상륙은 제1군단의 많은 부분을 그의 제안된 B선 동쪽 끝에 배치하는 데 근접하게 할 것이었다. 실제로 삼척 바로 북쪽의 작은 항구에서 이루어진 상륙은 12월 20일에 완료되었다. 17일 대한민국 제1군단의 출항은 대부분의 제10군단 사령부 부대와 병력의 철수와 일치했다. 그들의 최종 목적지는 부산에서 북쪽으로 50 마일 (80 km) 떨어진 경주였고, 그곳에서 전방 군단 지휘소를 설치할 예정이었다. 같은 날, 연포 비행장에서의 작전은 중단되었는데, 제3사단의 좌측 부대들이 다음 날 비행장 뒤 성천강 하류로 철수할 준비를 했기 때문이다. 비행장을 사용했던 해병대 비행대들은 이미 부산과 일본 이타미 공군기지로 철수했다. 마지막으로 떠난 것은 해병대 전투기와 윌리엄 H. 터너 장군의 수송기를 지원했던 제5공군 기지 부대였다. 폐쇄일까지 터너의 비행기들은 3,600명의 병력, 196대의 차량, 1,300톤의 화물, 그리고 수백 명의 피난민을 실어 날랐다.:171–2
12월 18일 솔의 좌익 부대가 성천강 하류로 철수한 것은 방어선에 남아 있던 제7사단 두 연대의 제3사단 구호 작전의 예비 움직임이었다. 솔의 병력은 19일 성천강 뒤쪽 두 번째 군단 단계선으로 이동했고, 19일과 20일에는 제17연대와 제32연대를 구호하기 위해 분산되었다. 알몬드 장군은 20일 흥남 지휘소를 폐쇄하고 항구의 USS 마운트 맥킨리 함상에서 다시 개설했으며, 솔 장군에게 지상 병력의 지휘권을 맡겼다. 제3사단과 제7사단이 첫 번째 군단 단계선으로 철수한 후 현저히 약해졌던 PVA/KPA의 정찰 공격은 18일에 다시 시작되었고 다음 날에는 더욱 심해졌다. 흥남 서쪽 인근 지역에는 제27군 소속의 PVA 제79사단, 제80사단, 제81사단 등 3개 사단이 있는 것으로 추정되었지만, 현재 접촉 중인 것은 제79사단뿐이었다. 흥남 북쪽과 북동쪽에서는 KPA 여단과 재편성된 KPA 제3사단이 발견되었으며, 다른 KPA 병력(아마도 연대급)도 발견되었다. 방어선에 대한 PVA/KPA의 공격은 몇몇 전초 기지를 침투하는 데 그쳤고, 반격으로 인해 이러한 점령지는 빠르게 제거되었다. 현재까지 모든 행동은 방어선을 정찰하려는 시도에 불과한 것으로 보였다. PVA/KPA가 더 큰 노력을 기울이지 못한 것에 대한 몇 가지 설명이 가능했다. 장진호 지역의 PVA 병력 대부분은 추운 날씨와 최근 전투에서 입은 손실에서 회복하는 데 시간을 보내고 있는 것으로 보였다. 모든 PVA/KPA 병력은 제10군단이 흥남을 철수하고 있으며, 싸우지 않고도 곧 도시로 진입할 수 있다는 것을 분명히 알고 있었을 것이다. 군단 방어선이 축소되면서 PVA/KPA는 정찰을 반복해야 했을 것이다. 포병 사격, 해군 함포 사격, 그리고 충분한 근접 항공 지원은 PVA/KPA가 강력한 공격을 위한 충분한 병력을 집중하는 것을 막았을 수도 있다. 어떤 이유에서든, PVA/KPA 병력은 아직 대규모 공격을 개시하지 않았다. 추가 부대인 KPA 제1사단의 한 연대가 12월 20일 군단 방어선의 북동쪽 앵커 부근에서 확인되었지만, PVA/KPA의 공격은 20일과 21일에 감소했으며, 제7사단의 마지막 병력은 승선하여 부산으로 출항했다. 제7사단은 27일에 재배치를 완료하고 새로운 제10군단 본부가 있는 경주 서쪽 영천 주변에 집결했다. 12월 22일, 솔의 제7연대, 제65연대, 제15보병연대가 서쪽에서 동쪽으로 두 번째 군단 단계선에 서서 마지막 군단 포병 부대와 사단 서비스 부대의 첫 번째 부대의 적재를 엄호하는 동안, 새롭지만 여전히 소규모의 공격이 제3사단을 괴롭혔다. 23일, 솔이 흥남에서 최종 철수를 준비하기 위해 그의 연대들을 마지막 군단 단계선으로 철수시켰을 때, 방어선 병력에는 소량의 박격포와 포병 사격만이 가해졌다. 지금까지 PVA/KPA가 대규모 공격을 개시하지 못하게 했던 조건은 제10군단 방어선 병력이 단일 사단으로 줄어든 후에도 계속되었다. 23일에 받은 간접 사격은 마지막 저항이었다.:172–3
24일 아침까지 방어선은 조용했고, 제3사단의 마지막 서비스 부대가 선적되고 솔 장군이 그의 연대와 포병대를 철수시키기 위한 후위 작전을 시작하는 동안에도 계속 조용했다. 각 연대에서 한 대대씩 방어선에 남아 있었고, 나머지 보병과 포병대가 선적되는 동안, 사단의 제10공병대대와 해군 수중 폭파반은 항만 시설 파괴를 준비했다. 동시에, 마지막 군단 보급품, 항만 운영 부대, 그리고 남아 있는 피난민 중 가능한 한 많은 수가 배에 태워졌다. 알몬드 장군이 육상에서 최종 점검을 마친 후, 7개 소대가 해변 근처에 거점을 구축하여 나머지 엄호 대대와 제10공병대대의 대부분의 승선을 보호했다. 최종 단계에서 도일 제독의 전함들은 약 1.5 마일 (2.4 km) 내륙에 넓은 포격을 가했고, 엄호 부대의 마지막 소대들이 선적되고 제10공병대대와 해군 폭파반은 14:30 직후 상륙정과 기계화 상륙정에 탑승하여 해변을 떠나기 전에 항구를 폭파했다.:173–4
크리스마스 이브까지 제10군단 병력과 보급품을 실은 선박들은 흥남 항을 벗어나 부산과 부산 북쪽 30 마일 (48 km) 떨어진 작은 항구인 울산으로 향하고 있었다. 그들은 사용할 수 있는 장비나 보급품을 남겨두지 않았다. 약 200톤의 탄약, 비슷한 양의 얼어붙은 다이너마이트, 500개의 천 파운드 공중 폭탄, 그리고 약 200드럼의 기름과 휘발유는 실려 나가지 않았지만, 이 모든 것이 "흥남 항의 마지막 대폭발 소리를 더 크게 만들었다.":174

## 영향
돌이켜보면, 흥남에서의 제10군단 철수는 병참 운용 측면에서 성공적이었다. 이 이동이 적대적인 해안으로부터의 철수로 간주될 수 있지만, PVA나 KPA 병력은 작전을 방해하거나 축소되는 방어선을 시험하려는 심각한 시도를 하지 않았다. 따라서 철수 속도는 전술적인 문제보다는 병참적인 문제에 의해 좌우되었다. 실제로 제10군단의 남쪽 재배치는 도일 제독의 함선이 얼마나 빨리 적재될 수 있는지에 달려 있었다.:175
놀랍게도 86,000명이 넘는 피난민이 흥남에서 철수했다. 원산과 성진에서 철수한 사람들을 포함하면, 북한 북동부에서 철수한 민간인의 총 수는 98,100명에 달했다. 거의 같은 수의 사람들이 선박 공간 부족으로 남겨졌다.:174 철수 작전에는 14,000명의 피난민이 SS 메러디스 빅토리호 한 척으로 수송되었는데, 이는 단일 선박을 통한 지상으로부터의 최대 규모 철수였다. 이는 1950년 12월 16일 트루먼 대통령이 대통령 선언 제2914호, 3 C.F.R. 99 (1953)를 통해 국가 비상사태를 선포했기 때문에 가능했다. 철수하여 남한으로 온 민간인 중에는 문재인 전 대한민국 대통령의 부모도 있었다. 배 위에서 다섯 명의 아기가 태어나 미군 선원들에 의해 김치 1호부터 5호까지라는 별명이 붙었다.

## 대중문화
- 내가 마지막 본 흥남 (1984)

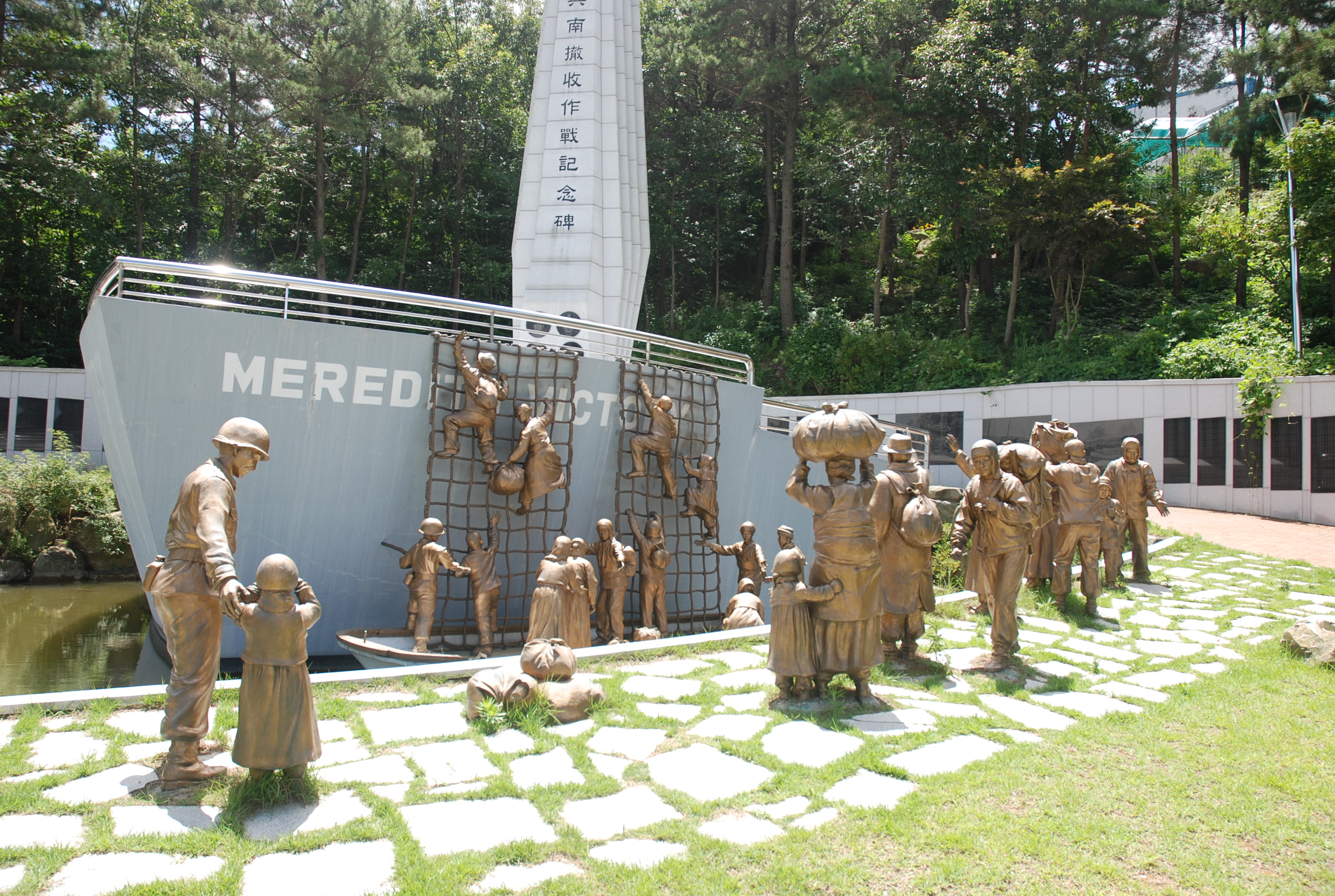
거제포로수용소의 흥남 철수 기념비.

- 2005년 흥남 철수 작전에 대한 영화 제작이 추진되었으나 진행되지 않았다.[10]
- 2014년 영화 국제시장은 초반부에 흥남 철수 작전을 묘사한다.
- 타임리스 에피소드 "크리스마스의 기적: 파트 II"에서 이 사건을 다룬다.

## 관련 미디어
- 꼬리에 꼬리를 무는 그날 이야기

## 같이 보기
- 레너드 라루